# دلپذیرپوست‌ها
دلپذیرپوست‌ها (نام علمی: Apaloderma) نام یک سرده از تیره لانه‌کن است.

## گونه ها
- لانه‌کن نارینا (Apaloderma narina)
- لانه‌کن گونه‌لخت (Apaloderma aequatoriale)
- لانه‌کن دم‌نواری (Apaloderma vittatum)